# Сыртланов, Равиль Шахайдарович
Равиль Шахайдарович Сыртланов (баш. Рауил Шәхәйҙәр улы Сыртланов; 29 октября 1877, Шланлыкулево, Уфимская губерния — 20 июня 1916, Скробово, Карчёвский сельсовет) — генерал-майор Генерального штаба. Один из организаторов агентурной разведки в Персии, Афганистане и Восточном Туркестане, командир 166-го пехотного Ровенского полка.

## Биография
Происходил из башкирского дворянского рода Сыртлановых.
Учился во 2-м Оренбургском кадетском корпусе. В 1898 году окончил Михайловское артиллерийское училище, служил в чине подпоручика гвардии в лейб-гвардии 3-й артиллерийской бригады.
В 1902 году получил звание поручика. В 1903 году поступил в Николаевскую академию Генерального штаба. Участвовал в русско-японской войне.
В 1905 году окончил Николаевскую академию Генерального штаба по 1-му разряду, получил чин штабс-капитана гвардии.
В 1905—1907 гг. отбывал цензовое командование ротой в 1-м Ташкентском резервном батальоне.
С 1907 года служил обер-офицером при штабе 1-го Туркестанского армейского корпуса. С 4 мая 1912 года — исполняющий должностью старшего адъютанта штаба Туркестанского военного округа. Являлся одним из организаторов агентурной разведки в Персии, Афганистане и Восточном Туркестане.
С 11 сентября 1912 года — преподаватель Алексеевского военного училища. Получил чин подполковника.
Участвовал в Первой мировой войне. 6 декабря 1914 года получает чин полковника. В октябре 1915 года назначен и. д. начальника штаба 22-й пехотной дивизии, а в январе 1916 года — командиром 166-го пехотного Ровненского полка.
20 июня 1916 года во время Барановичской операции на Западном фронте у деревни Скробово полковник Равиль Сыртланов направил свой полк в атаку на укрепленную позицию противника, со знаменем в руках впереди всех первым вскочил на бруствер неприятельского окопа, где пал смертью героя.
Полковник Сыртланов за отвагу был посмертно произведен в генерал-майоры и удостоен высшей военной награды Российской империи — ордена Святого Георгия 4-й степени. Генерал Сыртланов был похоронен на родине.

## Награды
- Орден Святой Анны IV степени (1905);
- Орден Святого Станислава III степени (1912);
- Орден Святой Анны III степени (1913);
- Орден Святого Георгия IV степени (посмертно, 27.01.1917).